# Joachim Murat

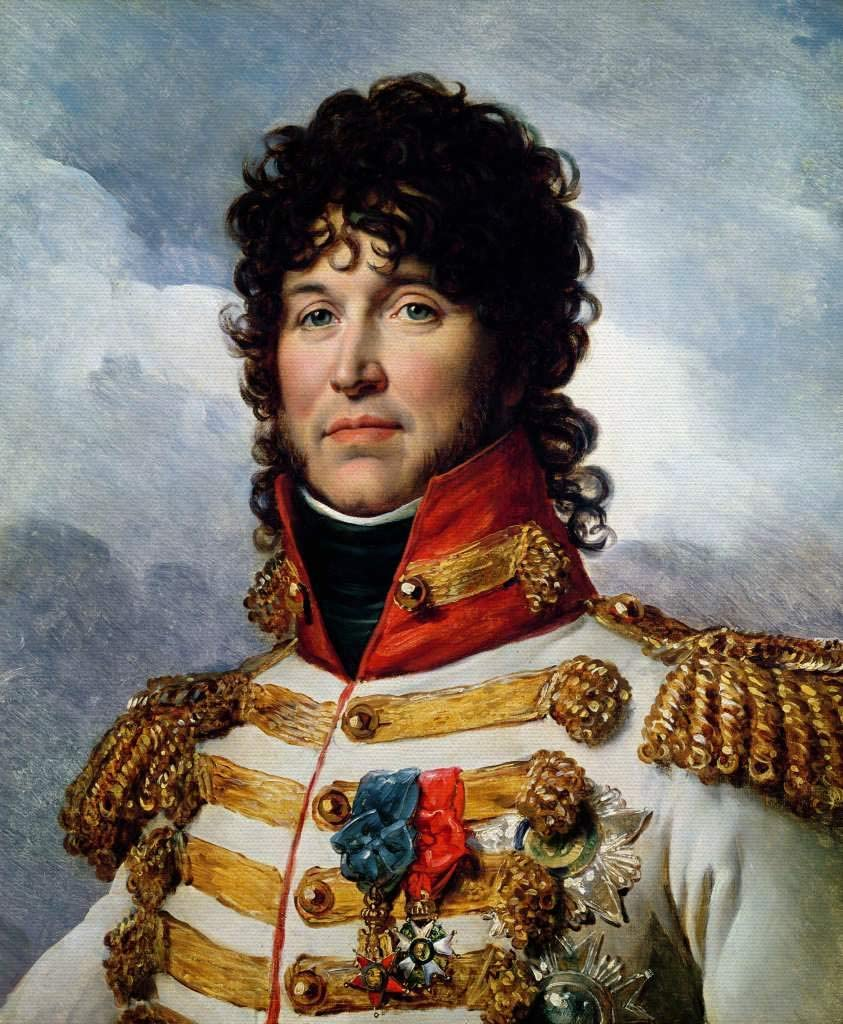
Joachim Murat (um 1808). Murats Unterschrift:

Joachim Murat (* 25. März 1767 in der Gemeinde Labastide-Fortuniere, heute Labastide-Murat, Frankreich; † 13. Oktober 1815 in Pizzo, Kalabrien) war ein französischer Kavallerieoffizier, der im Dienst Kaiser Napoleons Karriere machte. Er heiratete dessen Schwester Caroline Bonaparte und wurde dadurch Schwager Napoleons. Im Jahr 1804 wurde er Maréchal d’Empire und 1805 französischer Prinz (prince français). Er war von 1806 bis 1808 als Joachim Napoléon I. Großherzog von Berg, von 1808 bis 1815 ebenfalls als Joachim Napoléon I. (italienisch Gioacchino Napoleone I) König von Neapel. Als sich 1813 die Niederlage Napoleons abzeichnete, wechselte er die Fronten und ging in das Lager der antinapoleonischen Alliierten über. Zur Zeit der Herrschaft der Hundert Tage trat er wieder an die Seite Napoleons. Murats Versuch, durch eine Landung in Italien sein Königreich zurückzugewinnen, scheiterte. Daraufhin ließ ihn der siegreiche König Ferdinand I. standrechtlich erschießen.

## Frühe Jahre

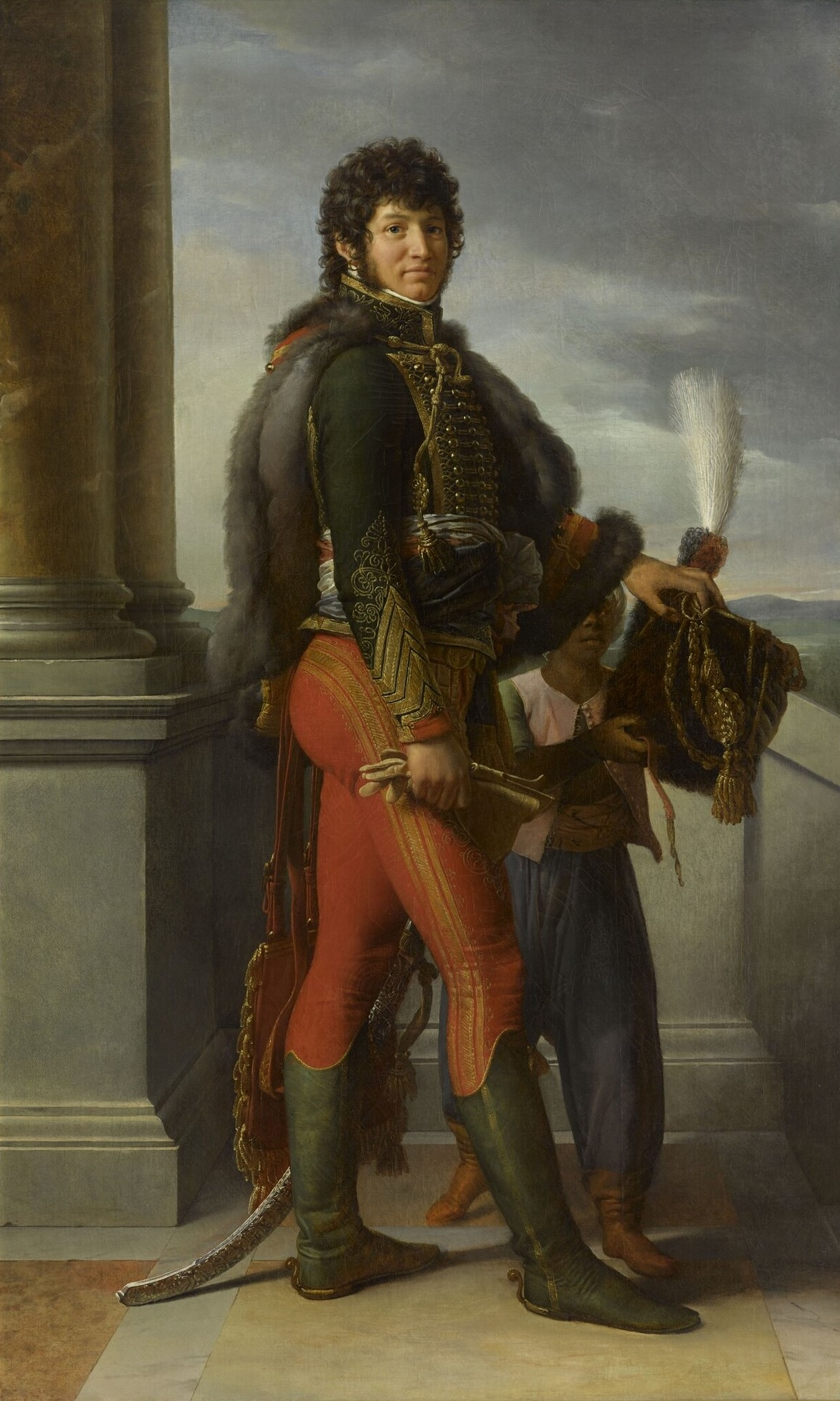
Bildnis Joachim Murats von François Gérard (1801)

Joachim Murat war Sohn von Pierre Murat (1721–1799), einem Gastwirt in der Provinz Guyenne, und dessen Frau Jeanne geb. Loubières (1722–1806). Murat absolvierte mit Hilfe Charles-Maurice de Talleyrand das Collège von Cahors. Danach sollte er in Toulouse zum Priester ausgebildet werden. Er wurde Abbé, musste wegen seines ausschweifenden Lebensstils aber den Priesterstand verlassen. 1787 trat Murat einer Kavallerieeinheit der französischen Armee bei. Er musste sein Regiment wegen Insubordination verlassen und diente nach dem Beginn der Französischen Revolution in der Garde constitutionelle König Ludwigs XVI. 1792 wurde er zum Offizier befördert. Später gehörte er als Sous lieutenant dem 13e régiment de chasseurs à cheval (13. Regiment Jäger zu Pferde) an. Zeitweise war Murat Anhänger der Jakobiner. Er stieg in dieser Zeit zum Capitaine auf. Nach dem 9. Thermidor des Jahres II. (1794) konnte er sich im Dienst halten. Am 13. Vendémiaire 1795 verteidigte er in einer Schlüsselposition unter Napoleon den Nationalkonvent gegen Regierungsgegner: Seine Schwadron sicherte die Überführung der taktisch überaus wichtigen Artillerie vom Arsenal zum Einsatzort.

## Karriere unter Napoleon
Dadurch wurde Napoleon auf ihn aufmerksam, in dessen Gefolge Murat aufstieg. Den Italienfeldzug Napoleon Bonapartes begleitete er 1796 als dessen Adjutant. Während der ägyptischen Expedition konnte er Erfolge mit der Reiterei verzeichnen und wurde 1799 zum Général de division befördert. Beim Staatsstreich des 18. Brumaire VIII (9. November 1799) unterstützte Murat Napoleon. Danach wurde er Kommandeur der Konsulargarde. Ein Jahr später wurde die Bindung Murats zu Napoleon durch die Heirat mit Napoleons jüngster Schwester Caroline Bonaparte noch enger.

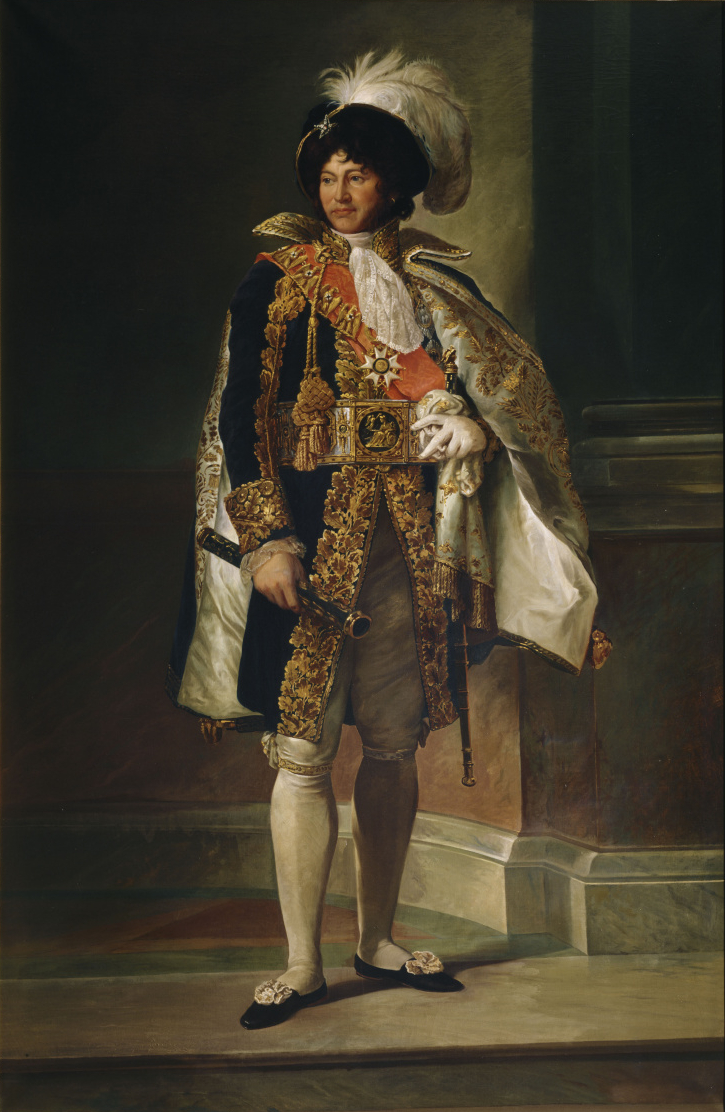
Joachim Murat, gemalt von François Gérard, um 1800–1810

1801 kämpfte Murat an der Seite Napoleons in Italien. Er wurde Gouverneur der Cisalpinischen Republik und vertrieb die Neapolitaner aus dem Kirchenstaat. Danach schloss er einen Waffenstillstand mit dem König beider Sizilien. Im Jahr 1804 ernannte ihn der mittlerweile zum Kaiser avancierte Napoleon zum Maréchal d’Empire und Gouverneur von Paris. 1805 wurde er als Großadmiral zum Großwürdenträger des Französischen Kaiserreichs sowie zum kaiserlichen Prinzen ernannt. Am 7. April des Jahres zeichnete König Friedrich Wilhelm III. von Preußen Murat mit dem Schwarzen Adlerorden aus. Er hatte als Oberbefehlshaber der Kavallerie erheblichen Anteil am französischen Sieg über Österreich und Preußen. Murat besiegte am 8. Oktober 1805 die Österreicher bei Wertingen und nahm am 18. Oktober General Werneck mit 16.000 Mann gefangen. Danach drang er am 13. November bis nach Wien vor. Am 2. Dezember 1805 hatte er Anteil am Sieg in der Schlacht bei Austerlitz.
Im Jahr 1805 kaufte Murat den Elysée-Palast in Paris. Seine dortigen Umbauten werden noch heute mit seinem Namen bezeichnet, so der Escalier Murat („Murat-Treppe“) und der Salon Murat. 1808 verkaufte er den Palast an Kaiser Napoleon I. Seitdem ist der Elysée-Palast im Staatsbesitz. Im Salon Murat tagt seit Präsident Georges Pompidou das französische Kabinett (Conseil des Ministres).

## Großherzog von Berg
Am 15. März 1806 ernannte Kaiser Napoleon I. Murat zum Herzog von Berg und Kleve. Auf der Grundlage der Rheinbundakte nahm Murat im Sommer 1806 den Titel eines Großherzogs an. Das Herzogtum Berg und Kleve avancierte dadurch zu einem Großherzogtum. Hauptstadt des neuen Staates wurde Düsseldorf, Murats Residenz Schloss Benrath. Diese Residenz ließ er auf dem großen Gemälde „Der Rhein“ malen. Das Bild hängte er mit drei anderen Flussgemälden („Der Nil“, „Der Tiber“, „Die Seine“) im Elysée-Palast in den ursprünglichen Ballsaal (heute Salon Murat), wo es sich noch heute befindet.
Das aus dem ehemals preußischen Herzogtum Kleve sowie dem zuvor von den Wittelsbachern beherrschten Herzogtum Berg und weiteren Territorien gebildete Großherzogtum wurde in den folgenden Jahren mehrfach um weitere Territorien erweitert. Der Großherzog selbst hielt sich nur äußerst selten in seinem Land auf. In Düsseldorf lebte er nur etwa vier Monate. Politisch trat er nur wenig hervor, an den zahlreichen Reformen hatte er nur teilweise persönlichen Anteil. In der Zeit seiner Herrschaft kämpfte er meist weiterhin in den Kriegen des Kaisers.

## Krieg gegen Preußen und Entsendung nach Spanien

Erschießung der Aufständischen
Gemälde von Francisco de Goya
Die Aufständischen wurden in der Nacht vom 2. auf den 3. Mai auf dem Hügel von Principe Pio zusammengetrieben und erschossen.

Im Krieg gegen Preußen von 1806 war er an den Schlachten bei Jena und Auerstedt (1806) sowie Preußisch-Eylau (1807) als Befehlshaber des Kavalleriekorps beteiligt. Nach dem Frieden von Tilsit wurde Murat nach Spanien gesandt. Er überredete König Karl IV. zu der Reise nach Bayonne, die zur Absetzung des Hauses der Bourbonen führte. Er selbst marschierte mit französischen Truppen am 23. April 1808 in Madrid ein und schlug den Dos-de-Mayo-Aufstand blutig nieder. Bei der Niederschlagung am 2. und 3. Mai 1808 starben insgesamt 400 Spanier. Murat hoffte vergeblich, zum spanischen König erhoben zu werden. Statt seiner machte Napoleon seinen Bruder Joseph Bonaparte zum neuen König von Spanien.

## König von Neapel
Die Entschädigung erhielt Joachim Murat am 15. Juli 1808: Napoleon setzte ihn als König von Neapel ein. Er wurde zwar zum König beider Sizilien proklamiert, seine Herrschaft beschränkte sich allerdings auf das Festland, weil die Insel Sizilien von der britischen Flotte geschützt in der Hand von König Ferdinand I. war. Sein Nachfolger als Großherzog von Berg wurde 1809 unter kaiserlicher Vormundschaft und Regentschaft Napoléon Louis Bonaparte, Kronprinz des Königreichs Holland und Neffe Napoleons.
Joachim Murat traf am 6. September 1808 in Neapel ein, um die Macht zu übernehmen. Seine Herrschaft in Italien wurde von den Zeitgenossen und von der späteren Geschichtsschreibung nach Jahrhunderten der Misswirtschaft als gut beurteilt. Er stützte sich wie sein Vorgänger Joseph Bonaparte dabei hauptsächlich auf italienische Beamte und war bestrebt, den sichtbaren französischen Einfluss möglichst klein zu halten. Daher wurde seine Regentschaft nicht als Fremdherrschaft angesehen. In seine Zeit fällt der Aufbau einer modernen, funktionierenden Verwaltung des Königreichs.

## Feldzüge 1812/13

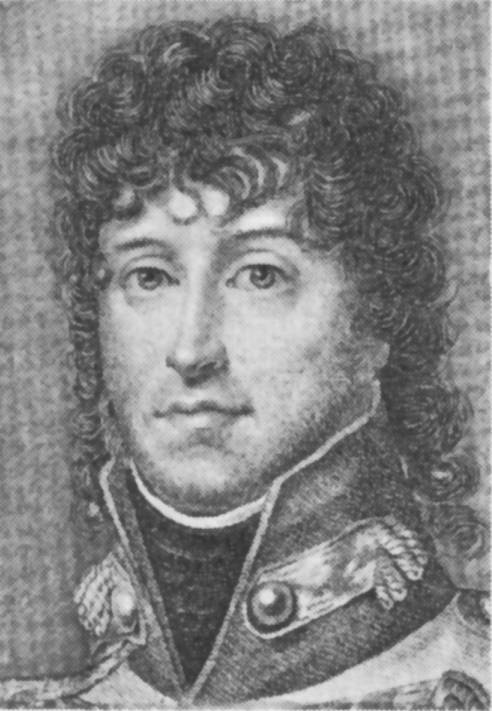
Murat – zeitgenössischer Stich

Murat versuchte, eine eigenständige Politik zu betreiben, und es kam teilweise zu Konflikten mit Napoleon. Gleichwohl nahm er am Russlandfeldzug von 1812 teil. Sein Königreich stellte ein Kontingent von mehr als 10.000 Mann zur Grande Armée. Er selbst war Befehlshaber der gesamten Kavallerie und kämpfte fast ständig an der Spitze der Armee. Nachdem Napoleon nach dem Scheitern des Feldzuges die Armee verlassen hatte, stand sie seit dem 5. Dezember 1812 unter dem Kommando Murats. Am 17. Januar 1813 übergab Murat den Oberbefehl an Eugène de Beauharnais und kehrte nach Neapel zurück. Diese eigenmächtige Handlung führte zu einer Verstimmung zwischen Napoleon und ihm. Dennoch kam Murat im August noch einmal zur französischen Armee zurück und kommandierte in der Schlacht bei Dresden von 1813 erfolgreich deren rechten Flügel, was zum Rückzug der Österreicher führte. Er kämpfte auch noch in der Völkerschlacht bei Leipzig mit. Dort führte er am 14. Oktober die 8.000 Mann starke Reiterattacke gegen das Zentrum der Verbündeten bei Güldengossa an.

## Verrat, Herrschaft der Hundert Tage, Tod

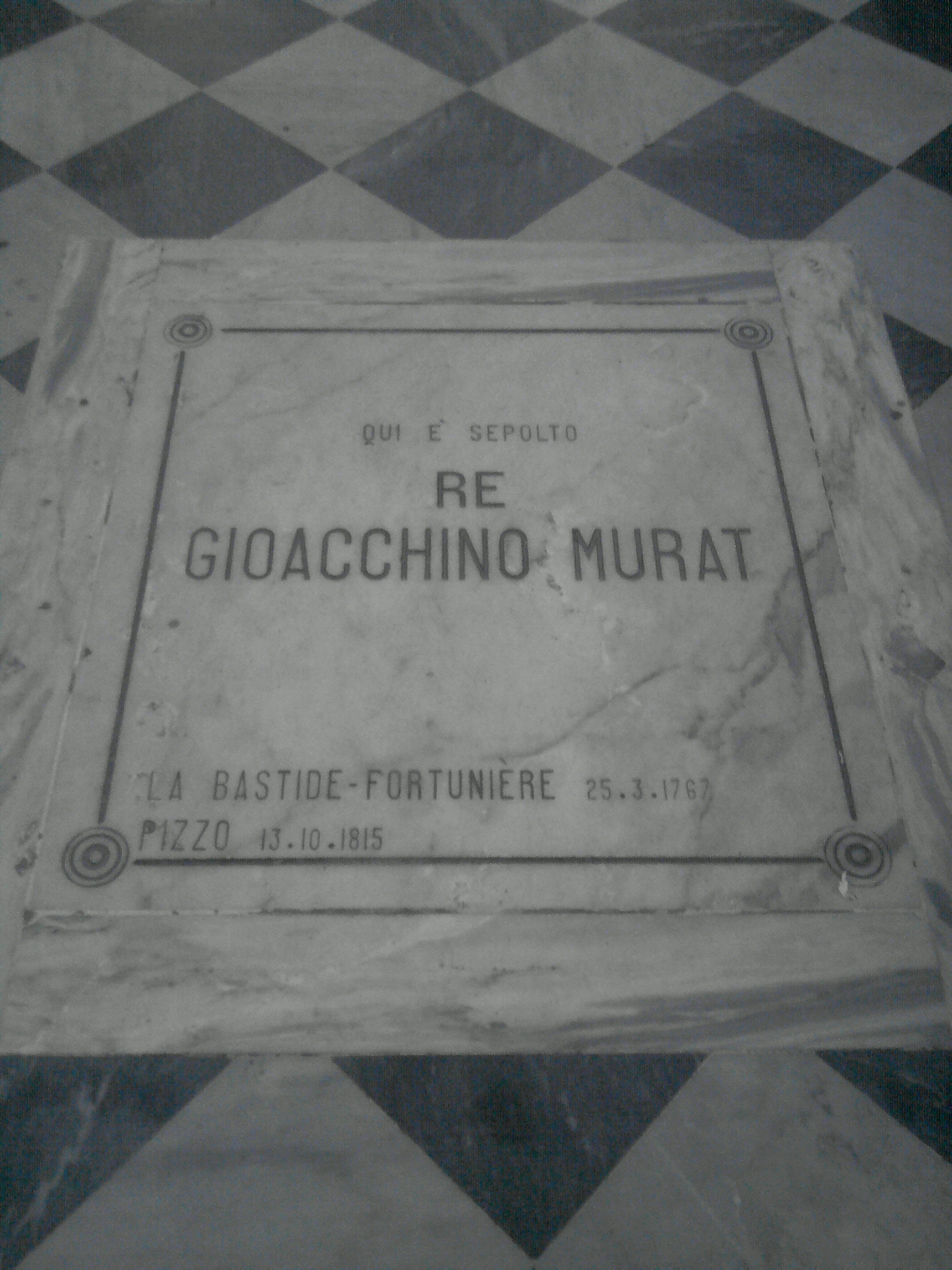
Grabplatte Murats in der Kirche San Giorgio in Pizzo, Kalabrien

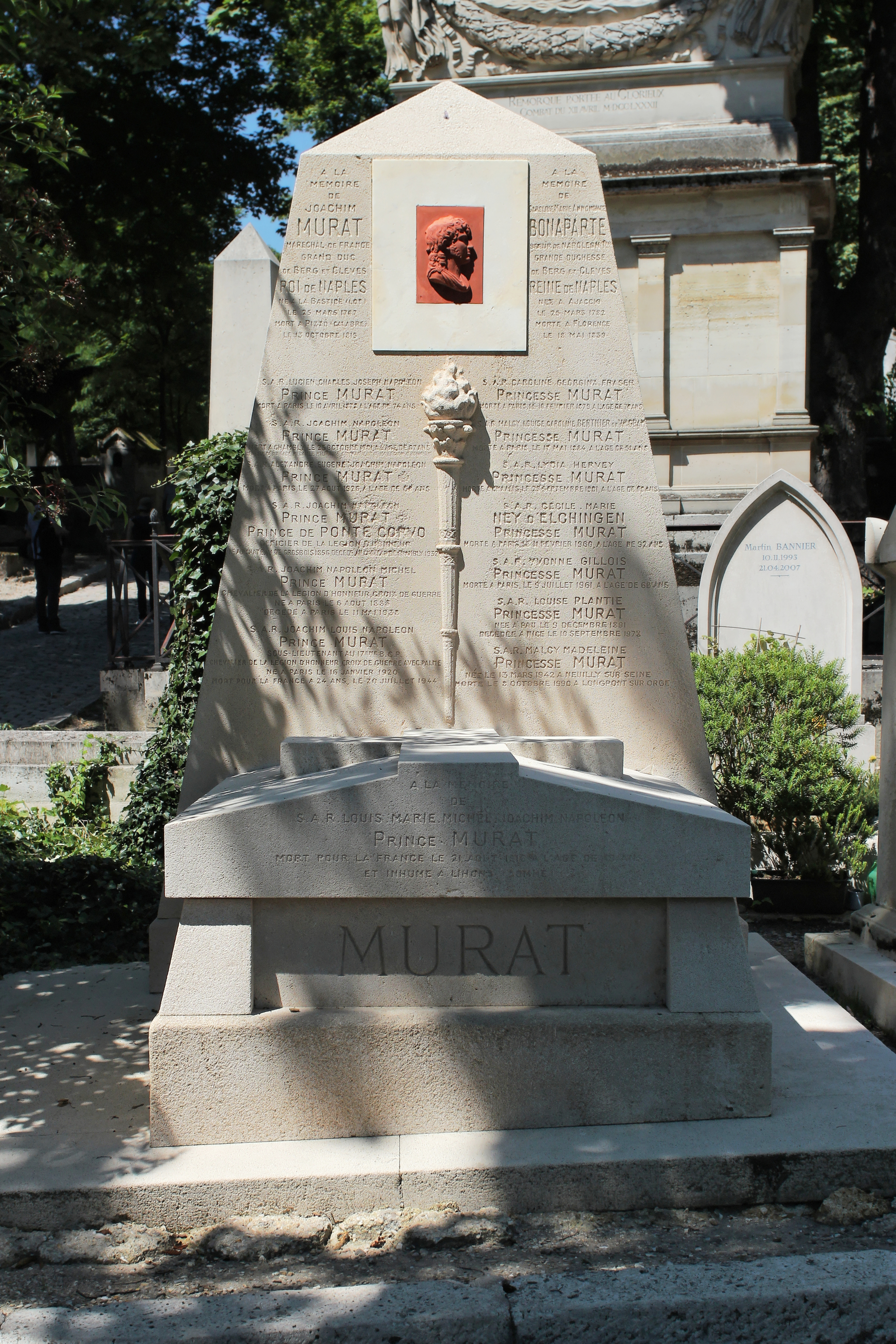
Kenothaph auf dem Friedhof Père-Lachaise in Paris

Nach der Leipziger Niederlage Napoleons verließ Murat die französische Armee. Um seine eigene Position zu retten, schloss er am 11. Januar 1814 mit Österreich einen Vertrag ab, in dem er sich verpflichtete, die Alliierten mit einer Armee von 30.000 Mann zu unterstützen. Dafür garantierten ihm England und Österreich seine Herrschaft. Tatsächlich führte er Krieg gegen Eugène de Beauharnais als Vizekönig des Königreichs Italien. Er trug so zur Niederlage Napoleons aktiv bei.
Als es schien, dass der Wiener Kongress keineswegs bereit war, Murat als König zu bestätigen, begann er mit Napoleon auf Elba in Kontakt zu treten. Nachdem dieser die Insel verlassen und begonnen hatte, die Macht in Frankreich wieder zu übernehmen, ließ Murat im Februar 1815 den Kirchenstaat besetzen und griff am 30. März die österreichischen Truppen an. In zwei Schlachten am 12. April bei Ferrara und am 2. Mai bei Tolentino wurde seine Armee geschlagen. Murat floh zunächst nach Frankreich. Am 25. August 1815 ging er nach Korsika und sammelte dort eine kleine Truppe. Mit sechs Schiffen fuhr er in Richtung Neapel.
Dieser Versuch, seinen Thron zu retten und die Bevölkerung für die Unabhängigkeit zu mobilisieren, schlug fehl. Er wurde verhaftet, zum Tode verurteilt und am 13. Oktober 1815 in Pizzo in Kalabrien auf Anordnung des Bourbonenkönigs Ferdinand I. standrechtlich erschossen. Vor seiner Hinrichtung rief Murat dem Exekutionskommando zu: „Soldaten, zielt auf das Herz, schont das Gesicht!“ Obwohl die Leiche als verschollen gilt, wird der Sarg Murats in einer Gruft der Chiesa di San Giorgio in Pizzo vermutet. Auf dem Pariser Friedhof Père-Lachaise wurde ein Murat, seiner Gattin Caroline sowie weiteren Nachkommen gewidmetes Kenotaph errichtet.
Seine Witwe Caroline Bonaparte (* 25. März 1782 in Ajaccio) lebte seitdem als „Gräfin von Lipona“ (Anagramm von Napoli) in der Villa Campo Marzo bei Triest und starb am 18. Mai 1839 in Florenz. Murat hinterließ zwei Söhne – Napoléon Achille Murat und Napoléon Lucien Murat – sowie die Töchter Letizia Murat und Louise Julie Murat (1805–1889).

## Ehrungen
Murats Name ist am Triumphbogen in Paris in der 24. Spalte eingetragen.

## Nachleben
Den Einzug des neuen Großherzogs Joachim in Düsseldorf 1806 und die Einquartierung eines Tambour-Majors aus dessen Truppe in seinem Elternhaus schildert der in Düsseldorf geborene Dichter Heinrich Heine (1797–1856) aus eigenem Erleben in seinem Werk Ideen – das Buch Le Grand, enthalten in Heines Reisebilder. 2. Teil (Hamburg 1827).
Murat lässt in der Erzählung Le Colonel Chabert (1832) von Honoré de Balzac (1799–1850) als vorgesetzter Feldmarschall seinen Freund, den schwerverwundeten Titelhelden, in der Schlacht bei Preußisch Eylau (1807) irrtümlich für tot erklären und löst damit dessen Drama um die Anerkennung seiner Identität aus.
In dem Roman Roi par effraction (2019; deutsche Ausgabe: Der gefangene König, 2021) lässt der französische Autor François Garde Murat sein eigenes Leben im Rückblick betrachten.